# Yates Center
Yates Center è un comune degli Stati Uniti d'America, situato nello Stato del Kansas, nella Contea di Woodson, della quale è il capoluogo.